# Cinaxe
Le Cinaxe fut une salle de cinéma dynamique située dans le parc de la Villette, dans le 19e arrondissement de Paris, et rattachée à l'établissement public du parc et de la Grande Halle de la Villette. Elle a été ouverte le 18 mai 1991, puis fut définitivement fermée le 10 mai 2011.
Certains films sont projetés en stéréoscopie pour une vision « en relief ». La salle elle-même est constituée d'une grande cabine mise en mouvement par des vérins en configuration hexapode semblable à celles utilisées sur certains simulateurs de vol. Les mouvements sont synchronisés avec l'action qui se déroule dans le film.
Le Cinaxe ferme en 2011 faute de rentabilité. Plusieurs projets de réhabilitation émergent ensuite, dont un en Cité des outre-mer, mais tous sont abandonnés. En 2019, le lieu sert temporairement d'accueil pour les sans-abri.
En 2021, la Fédération française de la montagne et de l’escalade gagne un appel d'offres pour transformer le Cinaxe en salle d'escalade, nommé Karma La Villette, dont la réhabilitation a débuté en novembre 2023.